# Endingen (Argowia)
Endingen (do 1945 Oberendingen; gsw. Ändige) – gmina (niem. Einwohnergemeinde) w Szwajcarii, w kantonie Argowia, w okręgu Zurzach. Liczy 2610 mieszkańców (31 grudnia 2022). W XVIII oraz XIX wieku Endingen wraz z gminą Lengnau były jedynymi szwajcarskimi gminami, w których mogli osiedlać się Żydzi. 1 stycznia 2014 do gminy przyłączono gminę Unterendingen.

## Osoby

### urodzone w Endingen
- Joël Keller, piłkarz

## Transport
Przez gminę przebiega droga główna nr 17.